# ヴォロネジ航空機製造合同
ヴォロネジ航空機製造合同 またはヴォロネジ航空機製造協会（ロシア語: Воронежское акционерное самолётостроительное общество（BACO）、英語ではVASO）は、ロシア最大の航空機製造工場の1つである。

## 歴史
1932年にヴォロネジにおいて第18ヴォロネジ航空工場として設立された。2007 年にはロシア国営の統一航空機製造会社（UAC）の一部となった。生産機としては第二次世界大戦前後のANT-25やTB-3、Il-2の他、Tu-16、Tu-28、Tu-144、Il-28、Il-86、Il-96、An-148などが知られる。
2009年7月、UAC はVASOの設備近代化のため50億ルーブル（1億6,200万USドル）の投資を発表した。UACによれば、VASOはリージョナルジェット旅客機An-148を2009年に5機、2010年に18機、2011年に36機生産し、2013年以降は年間50機を生産する予定であるという。
2008年から2015年にかけて、エアバスA320とA380の部品を生産した。
1993 年には旧ソ連時代の機体を改良したワイドボディ航空機Il-96-400Mと輸送機Il-112Vの開発を開始した。しかし、VASOの年間収益は、ワイドボディ旅客機1機の平均価格すら下回っているという。

## 支配構造
- JSC “Ilyushin Interstate Aircraft-Building Company” (株式の 30.0%)
- JSC「イリューシン・アビエーション・コンプレックス」（株式の27.1％）
- 個人株主 (株式の 42.9%) [2]